# Memorie (informatică)

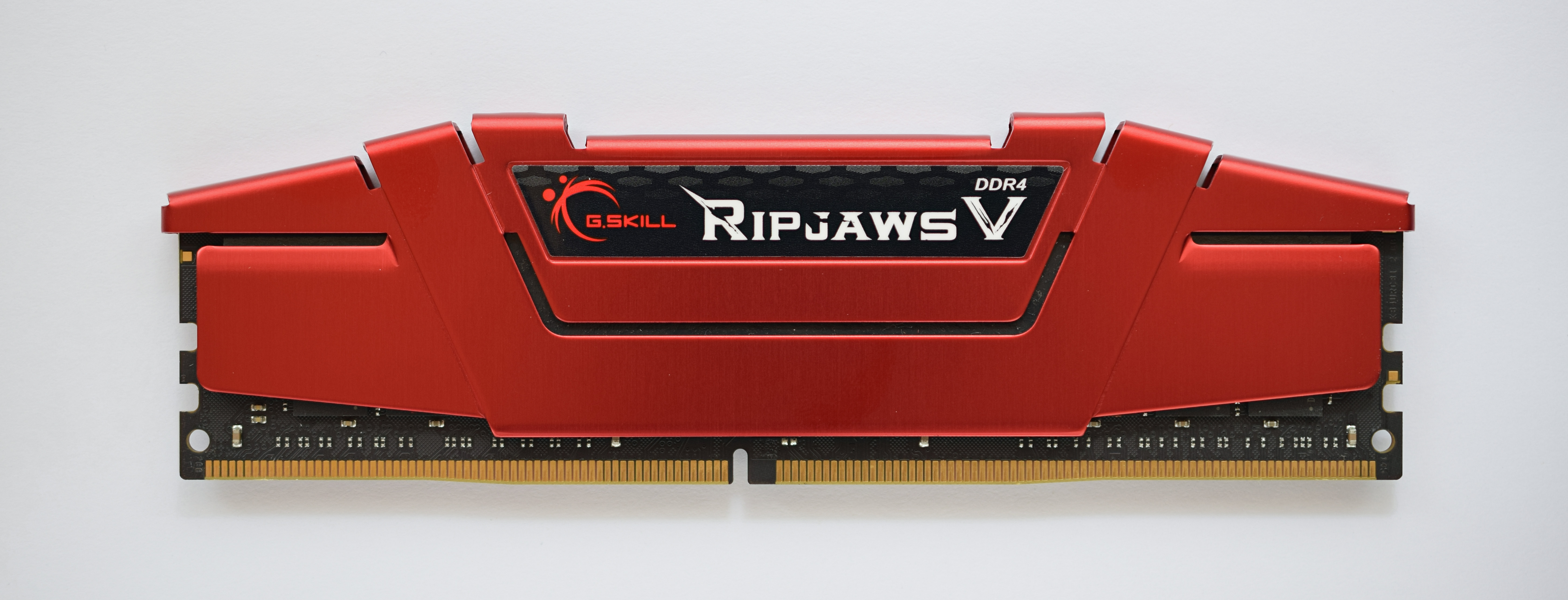
Modul DDR4 SDRAM modern, uzual găsit în calculatoare personale.

In calcul, memoria este un dispozitiv sau sistem care este utilizat să stocheze informația pentru uz imediat într-un calculator sau hardware asociat și dispozitive electronice digitale.